# محمد بن عبد الهادي زنيبر
محمد بن عبد الهادي زنيبر (1855م /1272هـ - 1921/ 1340 هـ) هو تاجر وموظف حكومي وأمين للشؤون المالية ووزير ودبلوماسي مغربي، وكان ضمن الوفد المغربي إلى مؤتمر الجزيرة الخضراء، وهو حفيد الباشا محمد بن عبد الهادي زنيبر، أسس العديد من المباني والمساكن في مدينة سلا ومراكش.

## سيرة شخصية

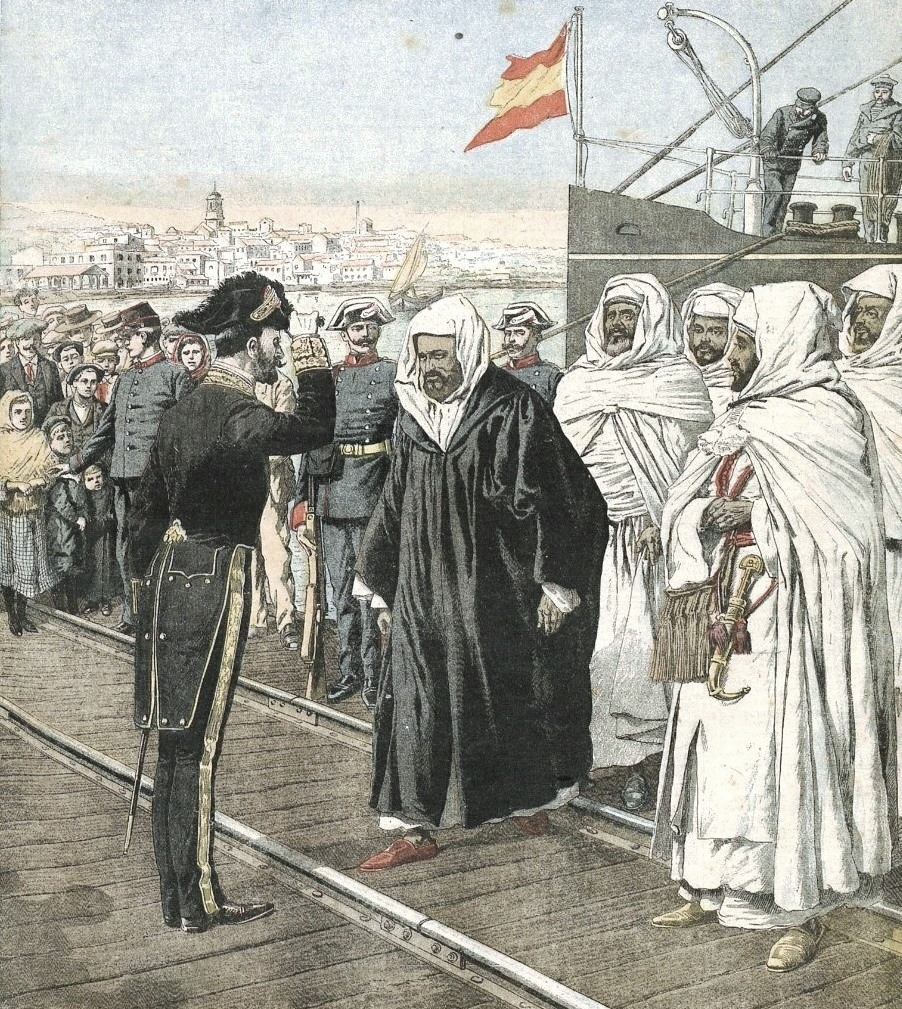
وصول السفراء المغاربة إلى الجزيرة الخضراء في إسبانيا عام 1906م، صورة من صحيفة لو بوتي جورنال.

كان محمد تاجراً ثرياً يذهب إلى بريطانيا ويتعامل مع معضم تجار مانشستر، ثم أصبح بعد ذلك في عهد السلطان عبد العزيز بن الحسن أمين صندوق في البلاط الملكي في العرائش ومراكش لمدة ثلاث سنوات، ثم أمين مخزن المملكة بأكملها لمدة ثماني سنوات، وكان سياسياً وسفيراً حيث ذهب مع السفير أحمد بن معاذ إلى مدريد عام 1909، لمناقشة مسألة جبال الريف، وبعد خدماته الكثيرة للعائلة المالكة، اكتسب ثقة السلطان عبد الحفيظ بن الحسن، والذي عينه الأخير أميناً على نفقات العائلة المالكة، ثم ممثل السلطان بطنجة، بعد الحماية الفرنسية جرد من منصبه وفقد جميع ألقابه وعاد إلى أنشطته التجارية. وكان أيضًا أحد المندوبين المفوضين في مؤتمر الجزيرة الخضراء إلى جانب الوزير الأكبر محمد المقري ومحمد الطريس ومحمد الصفار وعبد الرحمن بنيس وآخرين.